# Сан-Карло (оперная труппа)
Оперная труппа Сан-Карло (англ. San Carlo Opera Company) — американская разъездная оперная труппа, основанная в Нью-Йорке в 1913 году импресарио Фортуне Галло и работавшая под его управлением до 1955 года. Труппа на протяжении всего сезона гастролировала по городам США и Канады, преимущественно по тем, где собственный оперный театр отсутствовал или был слабо развит.
В 1931 году труппа Сан-Карло приняла участие в одном из первых звуковых фильмов того времени — зафиксировав на киноплёнку собственную оперную постановку «Паяцы», одноимённой оперы Леонкавалло. Фильм имел продолжительность 70 минут, кинематографические эффекты отсутствовали. В главных партиях были заняты Альба Новелла (Недда), Фернандо Бертини (Канио), Марио Валле (Тонио), Джузеппе Интерранте (Сильвио) и Франческо Курци (Беппе), сценограф Леон Леонидов, дирижировал Карло Перони.